# Футбол в Гвиане
Футбол — популярный вид спорта во Французской Гвиане. Местным руководящим футбольным органом является Футбольная лига Гвианы. Она руководит национальной сборной, занимается организацией Кубка Гвианы и трёх профессиональных лиг — Региональный чемпионат, Региональный чемпионат 2 и Женский региональный чемпионат. Так как Гвиана является заморским департаментом Франции и входит в Федерацию футбола Франции, местные клубы могут участвовать в розыгрыше Кубка Франции. Кроме того, национальная футбольная ассоциация является членом Карибского футбольного союза и КОНКАКАФ, из-за чего местные команды имеют право на участие в турнирах, организуемых этими организациями. Однако Гвиана не является членом ФИФА, поэтому её сборная не может принимать участие в чемпионате мира.

## История
Футбол появился в регионе в начале XX века. Национальная сборная первый свой матч провела со сборной Голландской Гвианы (сейчас сборная Суринама) 29 декабря 1935 года, проиграв со счётом 1:3. Первый свой матч в официальном турнире Французская Гвиана провела 26 сентября 1948 года в Кубке Карибов, также проиграв сборной Голландской Гвианы 2:4. Первую победу «Яна Докос» одержала спустя месяц в матче со сборной Британской Гвианы (сейчас сборная Гайаны). 
Футбольная лига Гвианы была основана 18 октября 1962 года. 27 апреля 1963 года присоединилась к Федерации футбола Франции. Несмотря на то, что географически Гвиана расположена в Южной Америки, местные власти приняли решение в 1978 году присоединиться к Карибскому футбольному союзу. В 1991 году стала ассоциативным членом КОНКАКАФ, а в 2013 — полноправным.

## Система футбольных лиг
Система футбольных лиг Гвианы представляет собой систему взаимосвязанных футбольных клубных лиг, включая три профессиональные лиги департамента. Высший уровень мужского футбола — Региональный чемпионат — эквивалентен шестому уровню футбола в континентальной Франции. 
| Уровень | Чемпионат | Чемпионат | Чемпионат | Чемпионат | Чемпионат | Чемпионат | Чемпионат | Чемпионат | Чемпионат | Чемпионат | Чемпионат | Чемпионат | Чемпионат | Чемпионат | Чемпионат | Чемпионат |
| 1       | Региональный чемпионат 12 клубов — выбывают 2 клуба Профессиональный статус                                                                            | Региональный чемпионат 12 клубов — выбывают 2 клуба Профессиональный статус                                                                            | Региональный чемпионат 12 клубов — выбывают 2 клуба Профессиональный статус                                                                            | Региональный чемпионат 12 клубов — выбывают 2 клуба Профессиональный статус                                                                            | Региональный чемпионат 12 клубов — выбывают 2 клуба Профессиональный статус                                                                            | Региональный чемпионат 12 клубов — выбывают 2 клуба Профессиональный статус                                                                            | Региональный чемпионат 12 клубов — выбывают 2 клуба Профессиональный статус                                                                            | Региональный чемпионат 12 клубов — выбывают 2 клуба Профессиональный статус                                                                            | Региональный чемпионат 12 клубов — выбывают 2 клуба Профессиональный статус                                                                            | Региональный чемпионат 12 клубов — выбывают 2 клуба Профессиональный статус                                                                            | Региональный чемпионат 12 клубов — выбывают 2 клуба Профессиональный статус                                                                            | Региональный чемпионат 12 клубов — выбывают 2 клуба Профессиональный статус                                                                            | Региональный чемпионат 12 клубов — выбывают 2 клуба Профессиональный статус                                                                            | Региональный чемпионат 12 клубов — выбывают 2 клуба Профессиональный статус                                                                            | Региональный чемпионат 12 клубов — выбывают 2 клуба Профессиональный статус                                                                            | Региональный чемпионат 12 клубов — выбывают 2 клуба Профессиональный статус                                                                            |
| 2       | Региональный чемпионат 2 21 клуб — 2 клуба выходят в дивизион выше, 2 выбывают 2 серии — 13 клубов в одной, 8 клубов во второй Профессиональный статус | Региональный чемпионат 2 21 клуб — 2 клуба выходят в дивизион выше, 2 выбывают 2 серии — 13 клубов в одной, 8 клубов во второй Профессиональный статус | Региональный чемпионат 2 21 клуб — 2 клуба выходят в дивизион выше, 2 выбывают 2 серии — 13 клубов в одной, 8 клубов во второй Профессиональный статус | Региональный чемпионат 2 21 клуб — 2 клуба выходят в дивизион выше, 2 выбывают 2 серии — 13 клубов в одной, 8 клубов во второй Профессиональный статус | Региональный чемпионат 2 21 клуб — 2 клуба выходят в дивизион выше, 2 выбывают 2 серии — 13 клубов в одной, 8 клубов во второй Профессиональный статус | Региональный чемпионат 2 21 клуб — 2 клуба выходят в дивизион выше, 2 выбывают 2 серии — 13 клубов в одной, 8 клубов во второй Профессиональный статус | Региональный чемпионат 2 21 клуб — 2 клуба выходят в дивизион выше, 2 выбывают 2 серии — 13 клубов в одной, 8 клубов во второй Профессиональный статус | Региональный чемпионат 2 21 клуб — 2 клуба выходят в дивизион выше, 2 выбывают 2 серии — 13 клубов в одной, 8 клубов во второй Профессиональный статус | Региональный чемпионат 2 21 клуб — 2 клуба выходят в дивизион выше, 2 выбывают 2 серии — 13 клубов в одной, 8 клубов во второй Профессиональный статус | Региональный чемпионат 2 21 клуб — 2 клуба выходят в дивизион выше, 2 выбывают 2 серии — 13 клубов в одной, 8 клубов во второй Профессиональный статус | Региональный чемпионат 2 21 клуб — 2 клуба выходят в дивизион выше, 2 выбывают 2 серии — 13 клубов в одной, 8 клубов во второй Профессиональный статус | Региональный чемпионат 2 21 клуб — 2 клуба выходят в дивизион выше, 2 выбывают 2 серии — 13 клубов в одной, 8 клубов во второй Профессиональный статус | Региональный чемпионат 2 21 клуб — 2 клуба выходят в дивизион выше, 2 выбывают 2 серии — 13 клубов в одной, 8 клубов во второй Профессиональный статус | Региональный чемпионат 2 21 клуб — 2 клуба выходят в дивизион выше, 2 выбывают 2 серии — 13 клубов в одной, 8 клубов во второй Профессиональный статус | Региональный чемпионат 2 21 клуб — 2 клуба выходят в дивизион выше, 2 выбывают 2 серии — 13 клубов в одной, 8 клубов во второй Профессиональный статус | Региональный чемпионат 2 21 клуб — 2 клуба выходят в дивизион выше, 2 выбывают 2 серии — 13 клубов в одной, 8 клубов во второй Профессиональный статус |